# Sonja Vasić
Pour les articles homonymes, voir Petrović.
Sonja Vasić (en alphabet cyrillique serbe : Соња Васић; en alphabet latin serbe : Sonja Vasić), née Sonja Petrović (en alphabet cyrillique serbe : Соња Петровић; en alphabet latin serbe : Sonja Petrović ) le 18 février 1989 à Belgrade (Yougoslavie, actuelle Serbie), est une joueuse de basket-ball serbe.

## Biographie
Après une formation à Belgrade, elle rejoint le championnat d'Espagne pour une saison. En 2007-08, elle rejoint la Ligue Féminine de Basket-ball pour évoluer avec le club de Bourges. Ses bonnes performances en Euroligue, avec 7,7 points et 5,4 rebonds, lui valent d'être récompensée du titre de meilleure espoir européenne de l'année ,.
Lors de la saison 2014-2015, Prague remporte l'Euroligue 72 à 68 face à l'UMMC Iekaterinbourg.
Elle conduit la Serbie au titre européen en battant la France en finale du Championnat d'Europe 2015 sur le score de 76 à 68, ce qui permet au pays d'être directement qualifié pour les Jeux olympiques de Rio. Elle s'exprime après le tournoi où elle a brillé en attaque, rendant hommage au leadership de la capitaine Milica Dabović : « On savait qu’on avait une équipe de qualité, nous avons de bonnes joueuses, ce n’était pas le problème mais quand vous venez d’un petit pays comme la Serbie, ça vous semble toujours être un rêve d’accomplir ce genre de choses (...) Quand on donne beaucoup, on reçoit beaucoup. »
Fin février 2016, le Mercury de Phoenix annonce la signature de Sonja Petrović pour sa seconde saison WNBA en 2016 après ses débuts en 2012 au Sky de Chicago. Le 30 juin, elle établit un nouveau record personnel de points marqués en WNBA (22) lors d'une victoire 86 à 75 sur le Sun du Connecticut.
Le 2 juillet 2021, elle est nommée porte-drapeau de la délégation serbe aux Jeux olympiques d'été de 2020 par le Comité olympique serbe, conjointement avec le joueur de water-polo Filip Filipović. Elle met un terme à sa carrière internationale après une défaite en petite finale pour la troisième place (91-76) contre la France (9 points à 3/11 de réussite aux tirs, 8 rebonds et 3 passes décisives).

## Club
- 2002-2006 :  Étoile rouge de Belgrade
- 2006-2007 :  UB-FC Barcelone
- 2007-2008 :  CJM Bourges Basket
- 2008-2014 :  Spartak région de Moscou
- 2014-2017 :  USK Prague
- 2017-2019 :  Dynamo Koursk
- 2019-2014 :  Uni Gérone CB

WNBA
- 2012 :  Sky de Chicago
- 2016 :  Mercury de Phoenix

## Palmarès

### Équipe nationale
- Médaille de bronze aux Jeux olympiques de 2016[12]
- Médailles d'or au championnat d'Europe 2015[6] en Hongrie et Roumanie, et au championnat d'Europe 2021 en France et Espagne
- Médaille d'or des Championnats d'Europe des moins de 18 ans 2005, 2007
- Médaille d'argent des Championnats d'Europe des moins de 18 ans 2006
- Médaille de Bronze des Championnats du monde des moins de 19 ans 2007

### Clubs
- Vainqueure de l'Euroligue 2009 et 2015[5]
- Champion de France : 2008
- Vainqueur du tournoi de la Fédération : 2008

### Distinctions personnelles
- Meilleure espoir européenne de l'année 2007
- Meilleur cinq du Championnat d'Europe 2019 à Belgrade (Serbie)[13]
- Meilleure joueuse du Championnat d'Europe 2021

## Vie privée
En juillet 2019, Sonja Petrović a épousé le rameur serbe Miloš Vasić.